# The Sims 2: Seasons
The Sims 2: Seasons és la cinquena expansió del videojoc de PC The Sims 2. El llançament d'aquest es va dur a terme l'u de març del 2007.

## Noves característiques
The Sims 2: Seasons introdueix diferents canvis en el videojoc, entre ells el canvi de climes, el qual afectarà els Sims. Quan els sims es trobin fora de casa seva llurs necessitats cauran molt lentament, el qual es tradueix en un major temps per a activitats en l'exterior. Evidentment, també estan incloses en el videojoc les quatre estacions: primavera, estiu, tardor i hivern. Cada estació i la seva respectiva climatologia (tempestes elèctriques, pluges torrencials, pluja de neu, dies solejats, etc.) poden afectar radicalment les necessitats, desitjos i pors dels Sims (això sí, relacionades amb el clima). A la primavera els Sims tenen una gran oportunitat d'enamorar-se amb més facilitat. A l'estiu és molt més senzill per als Sims fer amics, així com aconseguir punts d'aspiració relacionats amb la popularitat. A la tardor els Simsaniran de millor humor al treball, i com a conseqüència, ascendiran i pujaran llurs habilitats (cuina, lògica, etc.) més ràpidament. A l'hivern es reuniran amb els membres de la seva família per a celebrar el Nadal, per exemple, i podran divertir-se creant un ninot de neu o tenint una lluita amb boles de neu. Però s'ha d'anar amb compte, ja que de no abrigar-se bé, podrien morir a causa del fred. El jugador té la possibilitat d'escollir l'estació amb la qual desitja jugar en el seu barri. D'acord amb l'estació escollida existiran diferents canvis climàtics o una climatologia constant sense que les estacions vagin alterant, segons la configuració establerta.
Aquesta expansió inclou sis nous treballs amb llurs respectius nivells i ascensos; aventures, juganer, carrera musical, càrrecs de la llei, periodisme i professor. Els Sims eren capaços de crear el seu propi hort i conrear-hi diferents plantes i fruites segons el clima i l'estació, entre les quals es troben taronges, llimones, pomes, tomàquets, cogombres, faves... Cada planta creixerà en l'estació adequada. Utilitza la collita per a crear extravagants beuratges amb multitud d'efectes o àdhuc muntar negocis de collita o viure solament d'un petit hort. També es podran pescar diferents varietats de peixos, tant per a participar en concursos com si es tractés d'un art, com per vendre'ls o que finalment acabin a la barbacoa. També es poden utilitzar una sèrie de pesticides, però si s'empren en excés el Sim correrà el greu risc de convertir-se en un Sim-Planta. Si això passés, els Sims hauran d'actuar de manera diferent de com ho fan els Sims normals, però podran casar-se i tenir fills d'una manera una mica estranya, car els conreen com si fossin, que de fet ho són, plantes.
Com passava en anteriors expansions de The Sims 2, s'inclouen nous objectes, entre els quals es troben un tobogan per a la piscina, una pista de patinatge, un hivernacle, un pou, nous sets de cuina amb temàtica campestre i diverses eines per a millorar el jardí o l'hort. A més, cada estació vindrà acompanyada de llurs respectives activitats (guerres de boles de neu per a l'hivern, pesca per a la tardor, guerres de pistoles d'aigua per a l'estiu i primavera... entre moltes altres). Una altra característica completament nova en aquest joc és la possibilitat d'escollir diferents pentinats per a ocasions diferents. Per exemple, abans, al Creador de Sims els jugadors escollien per als Sims un sol tipus de pentinat per fer totes les activitats disponibles. Ara, els Sims poden triar un determinat tipus de pentinat per anar al treball, un altre per anar a un solar comunitari... sense haver de comprar un mirall per a canviar-se'n el pentinat cada cop que els Sims vulguin fer un tipus o un altre d'activitat. A més, es pot triar un nou tipus de vestimenta coneguda com la vestimenta de l'exterior, la qual canviarà segons l'estació quan estiguis fora de casa.
Algunes característiques, que ja existien en altres expansions, com el sistema de punts d'influència i els desitjos de tota la vida i les insígnies de talent (The Sims 2: Open for Business) s'inclouen en el joc de The Sims 2: Seasons. Tot i que les insígnies de talent de robòtica, fabricació de joguines, etc. de The Sims 2: Open for Business no estan incloses, si s'hi inclouen dues de noves: insígnies de jardineria i pesca, les quals podran ésser gaudides juntament amb les altres, si ambdós packs d'expansió estan instal·lats.
A més de la gran varietat de nous objectes, roba i eines que inclou el joc, s'ha afegit un nou barri.
Per convertir-se en Sim-Planta s'ha d'arruixar l'hort sense hivernacle i hi ha un 30% de possibilitats que es transformi en planta; serà verd i les seves necessitats seran d'amor, llum i aigua, podran emprar espores de felicitat, amb les quals poden plantar fills, els quals també seran verds. Només poden ser Sims-Plantes els infants, adults i ancians, i si es vol tornar a ser un Sim normal s'ha de trucar al club de jardineria i comprar el beuratge plantificina.
Un dels nous personatges és un pingüí que apareixerà en qualsevol moment de la partida, sigui l'estació que sigui, parlarà amb els objectes de la casa i només es pot mimar-lo o fer-lo fora.
Compte amb els nens i infants! Quan un nen està molt fred s'avisarà que s'ha d'escalfar o vindrà l'assistent social per emportar-se'l. S'ha de fer que begui xocolata calenta o que s'escalfi a la xemeneia.

## Curiositats
- La versió original de The Sims 2 incloïa un fenomen meteorològic: la pluja, la qual no arribà a incloure's a causa d'un error que feia que plogués dins de les cases dels Sims. Aquest error ha estat depurat, efectivament, per a The Sims 2: Seasons.[5]
- Un nou objecte és el pou dels desitjos, que s'aconsegueix trucant i ingressant en el club de jardineria, al qual s'ha de demanar una inspecció del jardí del solar. Si el jardí està en un alt grau de neteja, cura de les plantes i decoració, el club recompensarà amb un pou dels desitjos, al qual només pot demanar-se un desig cada dia, ja que si se'n demanen més ja no és útil aquest i sortiran efectes negatius contraris al desig, sigui en enamoraments o romanç, diners o amics.